# Tauschia
Tauschia är ett släkte av flockblommiga växter. Tauschia ingår i familjen flockblommiga växter.

## Bildgalleri

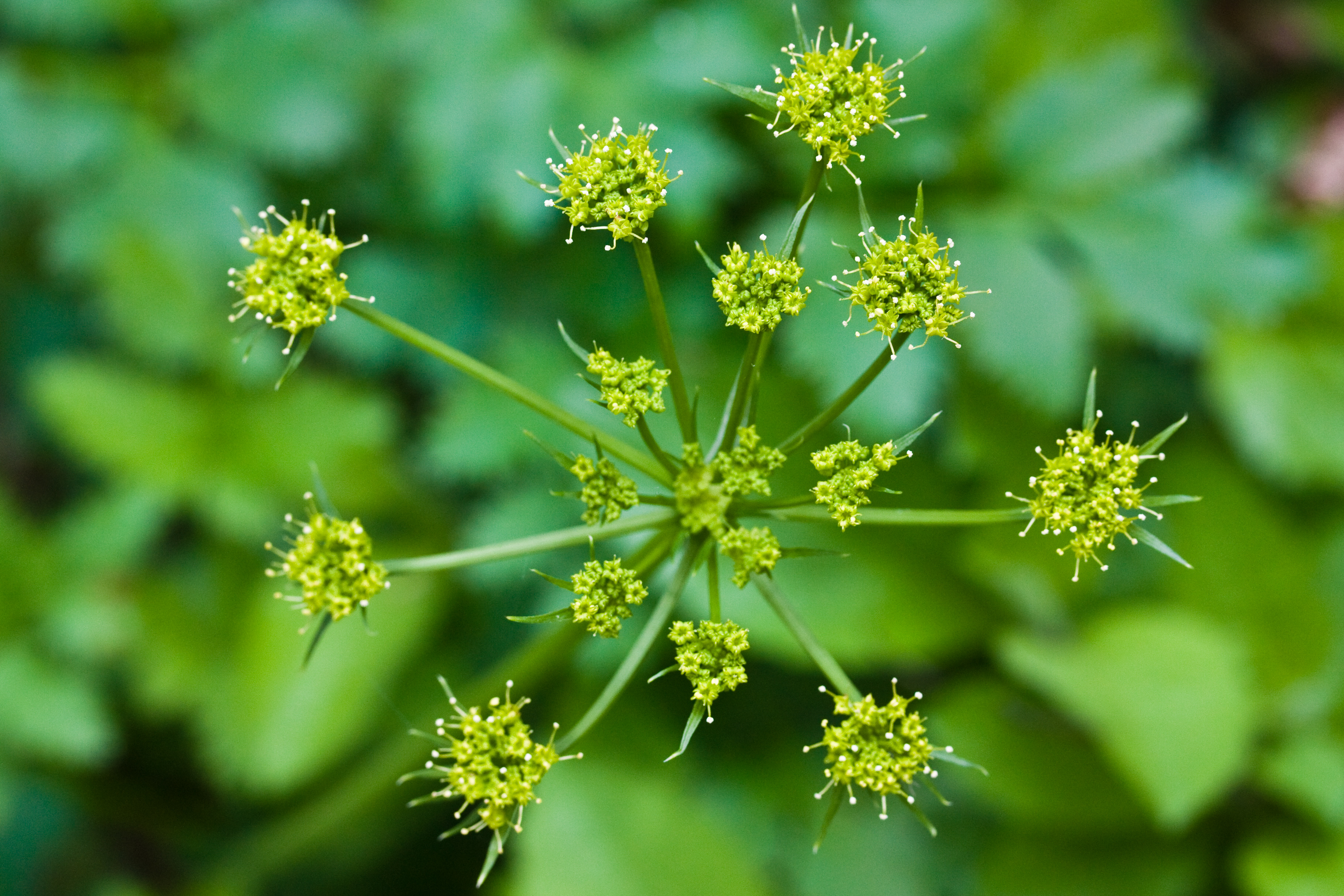
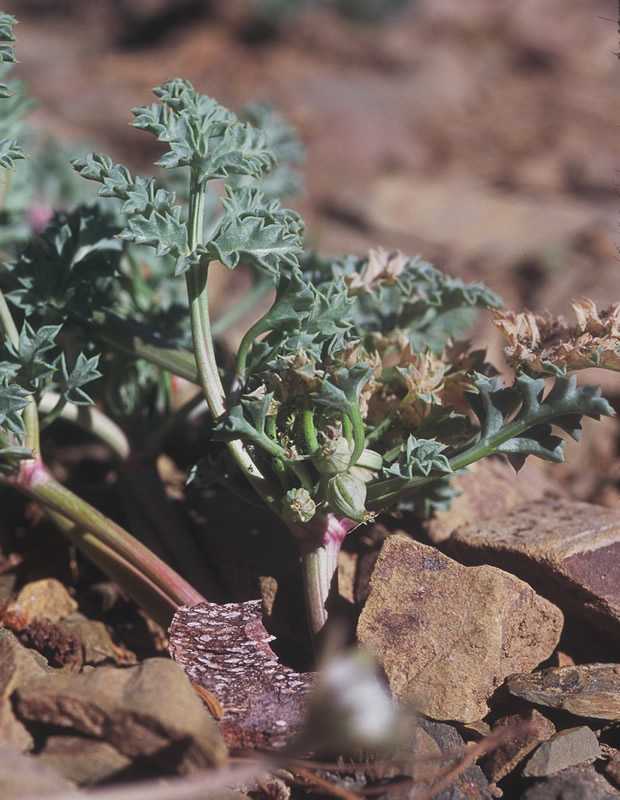

## Dottertaxa tillTauschia, i alfabetisk ordning[1]
- Tauschia allioides
- Tauschia alpina
- Tauschia arguta
- Tauschia bicolor
- Tauschia decumbens
- Tauschia drudeophytoides
- Tauschia ehrenbergii
- Tauschia filiformis
- Tauschia glauca
- Tauschia hartwegi
- Tauschia hintoniorum
- Tauschia hooveri
- Tauschia howellii
- Tauschia humilis
- Tauschia infernicola
- Tauschia jahnii
- Tauschia johnstoniana
- Tauschia kelloggii
- Tauschia linearifolia
- Tauschia madrensis
- Tauschia moorei
- Tauschia neglecta
- Tauschia nudicaulis
- Tauschia oreomyrrhioides
- Tauschia parishii
- Tauschia purpusii
- Tauschia sandwithiana
- Tauschia seatoni
- Tauschia steyermarkii
- Tauschia stricklandi
- Tauschia tarahumara
- Tauschia tenuifolia
- Tauschia tenuissima
- Tauschia texana
- Tauschia vaginata